# The Mind of Evil
The Mind of Evil (L'esprit du mal)  est le cinquante-sixième épisode de la première série de la série télévisée britannique de science-fiction Doctor Who. Il fut originellement diffusé en six parties, du 30 janvier au 6 mars 1971.

## Accroche
Un certain Professeur Keller aurait créé un appareil qui enlève les pulsions négatives dans la tête des criminels. Le Docteur et Jo vont être les témoins de morts étranges alors qu'ils assistent, à la prison de Stangmoor, à une démonstration de cet appareil...  

## Distribution
- Jon Pertwee — Le Docteur
- Katy Manning — Jo Grant
- Nicholas Courtney - Brigadier Lethbridge-Stewart
- Roger Delgado — Le Maître
- Richard Franklin – Mike Yates
- John Levene – Sergent Benton
- Fernanda Marlowe — Caporal Bell
- Patrick Godfrey — Major Cosworth
- Simon Lack — Kettering
- Pik-Sen Lim — Chin Lee
- Kristopher Kum — Fu Peng
- Tommy Duggan — Senateur Alcott
- Raymond Westwell — Le Directeur de la prison
- Michael Sheard — Dr Roland Summers
- Roy Purcell — Officier de Prison Powers
- Eric Mason — Officier de Prison Senior Green
- Dave Carter, Bill Matthews, Barry Wade, Martin Gordon, Tony Jenkins[1] — Les Gardiens de prison
- Clive Scott — Arthur Linwood
- Neil McCarthy — George Patrick Barnham
- William Marlowe — Mailer
- Hayden Jones — Vosper
- David Calderisi — Charlie
- Johnny Barrs — Fuller
- Matthew Walters — Prisonnier

## Résumé
Le Docteur et Jo arrivent à l'imposante prison de Stangmoor afin d'assister à une démonstration du "dispositif Keller", une machine qui a pour fonction d'extraire les mauvais penchants des criminels et de les insérer dans une boite. Le Docteur juge le dispositif tout à fait grotesque et au cours de l'expérience, le prisonnier attaché à la machine se met à hurler et finit par mourir. Le Docteur et Jo assistent à des morts étranges, alors qu'ils r  un homme finit dévoré par des rats inexistants, un autre se noie dans une pièce dépourvue d'eau et le Docteur a l'impression de revoir la scène d'un monde qu'il a vu disparaître dans la pièce où il se tient. 
Pendant ce temps, le Brigadier est chargé de surveiller l'organisation d'un traité de paix entre différentes nations. Chin Lee, la capitaine de la délégation chinoise, a un comportement étrange. Lorsque l'un de ses délégués meurt, le Brigadier s'aperçoit qu'elle a mis une demi-heure avant de la prévenir après avoir découvert le corps. La jeune femme échappe à la surveillance du sergent Benton et s'avère être sous l'hypnose du Maître. Celui-ci lui demande de tuer le délégué américain, ce qu'elle parvient à faire avec un procédé similaire à celui utilisé dans la prison. 
Le Brigadier demande au Docteur d'enquêter sur la disparition de Chin Lee, et il s'aperçoit qu'il y a un lien entre les deux affaires. Il réussit à arrêter Chin Lee et la déconditionne. Il suspecte fortement le Maître d'être derrière tout cela. Pendant ce temps à la prison, une mutinerie éclate et Jo est prise à l'intérieur. Alors que le Docteur retourne à Stangmoor, il est pris par les insurgés et conduit face à leur chef, le professeur Keller, une identité sous laquelle se cache le Maître. Il avoue avoir besoin de l'aide du Docteur car sa machine semble avoir pris une vie propre. Afin de le forcer à collaborer, il l'attache à sa machine. Après avoir été soumis à la vision de Daleks le Docteur comprend qu'un parasite extra-terrestre se trouve dans la machine. 
Évanoui sous le choc, le Docteur est partiellement réanimé et conduit dans la même cellule que Jo. Le Maître et les insurgés de la prison montent ensemble un plan pour capturer un missile extrêmement puissant du nom de "Thunderbolt" et dont le convoi, dirigé par le capitaine Yates devrait passer non-loin de la prison. Après un assaut réussi, les insurgés réussissent à voler le missile et à l'emmener à l'intérieur de Stangmoor, en projetant de s'en servir contre la réunion pacifiste. Seulement, l'utilisation d'une camionnette de la prison lors de l'assaut mettra la puce à l'oreille du Brigadier. 
Pendant ce temps, le Maître fait appel au Docteur afin de pouvoir se débarrasser du parasite extra-terrestre, car la machine menace sa vie et celle de ses hommes, et arrive même à se téléporter aléatoirement pour absorber le mal des prisonniers. Le Docteur réussit à lui placer un dispositif qui leurre le cerveau humain pour permettre de la tenir en place, mais celui-ci ne tient pas très longtemps. Le Docteur et Jo s'aperçoivent que Barnham, l'un des prisonniers dont le mal a été retiré par la machine et qui a la mentalité d'un enfant, n'émet pas d'ondes négatives, ce qui "bloque" la machine. Pendant ce temps-là, en se faisant passer pour un ravitaillement alimentaire, le Brigadier et ses hommes réussissent à s'introduire à l'intérieur de Stangmoor et la rébellion est écrasée. Benton est délégué temporairement gouverneur de la prison. Seulement, le Maître a disparu avec le missile. 
Le Docteur réussit à négocier avec le Maître: il rend le dispositif de téléportation qu'il a volé de son TARDIS et celui-ci ne fait pas exploser le missile. Lors de la négociation, le Docteur s'accompagne de la machine et de Barhnam afin de pouvoir duper le Maître et avoir suffisamment de temps pour saboter le missile. Au cours de la mission, Barnham est tué par le Maître lors de sa fuite et le missile explose sur place emportant la machine avec lui. De retour au QG, le Docteur reçoit un coup de fil du Maître, il a réparé son TARDIS et projette de détruire la Terre dans le futur. 

## Continuité
- Le Docteur voit "un monde envahi par les flammes", ce qui arrive effectivement dans « Inferno. »
- Attaché une seconde fois à la machine, il croit voir la menace des Daleks, des Zarbis (issue de « The Web Planet »), Koquillion (« The Rescue »), le Seigneur des Glaces Slaar et un Ice Warrior (« The Seeds of Death »), un Silurien (« Doctor Who and the Silurians »), un Cyberman (« The Invasion ») et les machines de guerre de « The War Machines. » À l'inverse, le Maître voit un Docteur géant se moquant de lui.
- Le Maître se déguise en exactement la même personne que dans l'épisode précédent.
- L'exil temporaire du Maître entamé lors de l'épisode précédent s'achève à la fin de cet épisode.
- L'UNIT serait plus tard  responsable de la deuxième conférence pour la paix dans « Day of the Daleks. »